# Volker Beck (Psychologe)
Volker Beck (geboren um/vor 1960) ist ein deutscher Psychologe und Professor an der Hochschule Darmstadt.

## Leben und Wirken
Beck studierte von 1981 bis 1987 Psychologie und Philosophie in Frankfurt am Main und Gießen und erhielt 1987 sein Diplom in Psychologie. Er absolvierte Zusatzausbildungen in psychoanalytischer Gestalttherapie und Psychoonkologie. Im Jahr 1999 erhielt er seine Approbation als psychologischer Psychotherapeut.
Beck wurde 2001 an der Goethe-Universität Frankfurt am Main zu dem Thema Bedingungen für eine Verbesserung der Früherkennung des kolorektalen Karzinoms promoviert.  Von 1988 bis 2007 war er bei der Deutschen Krebsgesellschaft tätig, als Psychoonkologe und ab 1995 als Koordinator für Krebsprävention.
Seit 2007 ist Beck Professor am Fachbereich Soziale Arbeit der Hochschule Darmstadt. Seine Schwerpunkte in Lehre und Forschung sind unter anderem Psychoonkologie, Sozialmedizin, Krebsprävention, soziodemographischer Wandel sowie Sexueller Missbrauch. Beck betreibt zudem eine eigene Praxis für Psychotherapie und Psychoonkologie in Darmstadt und ist seit 2008 Mitbetreiber eines Online-Portals für Krebspatienten.

## Schriften (Auswahl)
- Bedingungen für eine Verbesserung der Früherkennung des kolorektalen Karzinoms. Dissertation. Goethe-Universität Frankfurt am Main 2001.
- mit Gabriele Nioduschewski, Ingrid Reich: Dem Krebs keine Chance. Krebs erkennen, so früh wie möglich. Herausgeber: Barmer Ersatzkasse Wuppertal, Deutsche Krebsgesellschaft e.V. 3., überarbeitete Auflage. Wuppertal 2002.
- Darmkrebs verhindern. Fragen und Antworten. Informationen zur Vermeidung und Früherkennung. Hrsg.: Barmer Ersatzkasse Wuppertal, Deutsche Krebsgesellschaft e.V. Redaktion und Text: Volker Beck u. a. 3. aktualisierte Auflage. Barmer Ersatzkasse, Wuppertal, Deutsche Krebsgesellschaft e.V., Frankfurt 2003.
- mit D. Niederer, L. Vogt, C. Thiel, C. Maulbecker-Armstrong, W. Banzer: Bewegungsparcours, Sturzrisiko und gesundheitsbezogene Lebensqualität . Effekte einer 3-monatigen Bewegungsintervention. In:  Zeitschrift für Gerontologie und Geriatrie, 46, 2013, Nr. 6, S. 543–547. doi:10.1007/s00391-012-0408-1
- mit C. Maulbecker-Armstrong, B. Rebel, H. Sturm: Der morbiditätsorientierte Risikostrukturausgleich als Grundlage für eine präventiv orientierte Gesundheitsstrategie eines Bundeslandes. Betrachtung zur Prioritätensetzung von Präventionsmaßnahmen. In: Gesundheitswesen aktuell (Hrsg.: Barmer GEK), 2013.
- mit Ivonne Rudolph, Eckart Seilacher, Marie-Jolin Köster, Jan Stellamanns, Patrick Liebl, Jörg Zell, Svenja Ludwig, Jutta Hübner: Der Informationsbedarf von Patienten mit Krebserkrankungen in Deutschland – eine Befragung von Patienten und Angehörigen. In: Deutsche Medizinische Wochenschrift, 2015, 140(05), S. 43–47. doi:10.1055/s-0041-100585